# Jack L. Warner
Jack Leonard Warner (* 2. August 1892 in London, Ontario, Kanada; † 9. September 1978 in Los Angeles, Vereinigte Staaten) war ein kanadisch-US-amerikanischer Filmproduzent, Drehbuchautor, Regisseur und Schauspieler. Der Mitbegründer der späteren Warner-Bros.-Studios führte das Unternehmen über vier Jahrzehnte mit eiserner Hand und war einer der erfolgreichsten in der Branche.

## Leben
Jack Leonard Warners ursprünglicher Vorname war Jacob. Seine Eltern waren Benjamin Warner und Pearl Leah Eichelbaum, aus Polen in die Vereinigten Staaten eingewanderte Juden. Nach Warners Geburt, er war das neunte von zwölf Kindern des Ehepaares, verlegte die Familie ihren Wohnsitz nach Baltimore und dann nach Youngstown in Ohio, wo Benjamin Warner ein Lebensmittelgeschäft eröffnete. Schon früh wandte sich Warner der Unterhaltungsbranche zu, so trat er beispielsweise an lokalen Theatern auf. Auch drei seiner älteren Brüder Harry M., Albert und Sam Warner starteten zaghafte Versuche, Fuß im Showbusiness zu fassen. Nachdem die Brüder geschäftliche Erfolge verzeichnen konnten, erwarben sie mehrere kleine Theater und starteten etwas später ihre eigene Vertriebsgesellschaft, die „Duquesne Freizeitgesellschaft“, die sie 1909 für 52.000 $ wieder verkauften. Danach starteten sie ihre Karriere als Produzenten. 1918 kauften die Brüder die Filmrechte an dem Bestseller-Roman My Four Years in Germany des US-Botschafters in Deutschland. James W. Gerard war 1913 bis 1917 in Berlin tätig und hatte bei seiner Abberufung ein Resümee gezogen und darin britische Propaganda über angebliche deutsche Kriegsgräuel mitaufgenommen. Warners Film wurde in kurzer Zeit gedreht und kam am 10. März 1918 in den Verleih, um die amerikanische Kriegsanstrengung zu verstärken. Die Verfilmung wurde ihr erster Erfolg.
1923 gründete Jack Warner zusammen mit seinen Brüdern Harry, Albert und Sam die „Warner Brothers Pictures, Inc.“ (die heutige „Warner Bros.“). Sie starteten mit einer Reihe von Low-Budget-Komödien und Filmen, die soziale Missstände thematisierten, die nicht von Erfolg gekrönt waren und sie fast in den Ruin trieben. Der erste größere Erfolg stellte sich ein, als sie einen ausgebildeten Schäferhund namens Rin Tin Tin entdeckten und Abenteuerfilme mit ihm drehten. Das Tier wurde schnell zum „Star“. Einige der Filmhandlungen wurden von Darryl F. Zanuck geschrieben, einem Produzenten, der später Jack L. Warners rechte Hand wurde. 1927 veröffentlichte das Unternehmen den ersten kommerziell erfolgreichen abendfüllenden Tonfilm, Der Jazzsänger mit Al Jolson. Nachdem Sam Warner noch vor der Welturaufführung des Films gestorben war, übernahm Jack L. Warner die Leitung des Unternehmens alleinverantwortlich und änderte die Geschäftspolitik seines Bruders grundlegend. Kaum Rücksicht auf andere nehmend, erwarb er sich den Ruf als einer von Hollywoods unangenehmsten Geschäftspartnern.
Im Gegensatz zu vielen anderen Filmstudios, überlebte Warner Bros. den Börsencrash 1929 und produzierte weiterhin ein breites Angebot an Filmen. Zu den größten Erfolgen des Studios in dieser Zeit gehörten die Filme Der kleine Cäsar (Little Caesar, 1931) mit Edward G. Robinson und Der öffentliche Feind (The Public Enemy, 1931) mit dem von Warner persönlich entdeckten Hauptdarsteller James Cagney, der der größte Star des Studios in den 1930er und Anfang der 1940er Jahre werden sollte. Warner war der einzige Studioboss, der direkt nach der Machtergreifung die Geschäftsbeziehungen zu Nazi-Deutschland einstellte. Mit Filmen wie Sergeant York (1941), Casablanca (1942) und Yankee Doodle Dandy (1942) machte das Studio auf die wachsende Bedrohung durch den Nationalsozialismus in Europa aufmerksam. Die Hinwendung zu sozialen und politischen Dramen spiegelte Warners persönliche politische Einstellung wider.
Wenn es um Geld ging, war Warner ein unerbittlicher bis zur Sturheit neigender Geschäftspartner, einige seiner Mitarbeiter meinten sogar, dass er in dieser Hinsicht ein Sadist sei. Auch bekannte Stars wie Bette Davis, Errol Flynn, George Raft, Paul Muni oder James Cagney, Edward G. Robinson, Olivia de Havilland und Humphrey Bogart wurden davon nicht ausgenommen.
Jack L. Warner gehörte auch zu den 36 Gründungsmitgliedern der Academy of Motion Picture Arts and Sciences (AMPAS), die jährlich den Oscar vergeben. 1956 wurde er bei den Golden Globes  für sein Lebenswerk mit dem Cecil B. DeMille Award geehrt. Im Jahr 1965 erhielt Warner den Oscar für seine Produktion My Fair Lady. Bereits 1959 war er mit dem Irving G. Thalberg Memorial Award ausgezeichnet worden. 1960 wurde er mit einem Stern auf dem Hollywood Walk of Fame geehrt.
Für die Schauspielerin Ann Page, die auch unter dem Namen Ann Boyar bekannt war, verließ Warner 1935 seine Frau Irma Solomon und seinen Sohn, dem er sogar später durch Sicherheitsleute den Zutritt zu seinem Studio verweigern ließ. Page hatte eine Tochter aus einer früheren Ehe (die Schauspielerin Joy Page), zusammen adoptierte das Paar zusätzlich ein zweijähriges Mädchen. Im Zweiten Weltkrieg diente Jack L. Warner als Oberstleutnant in den United States Army Air Forces, wo er die erste Filmeinheit organisierte.
Eine besonders problematische Verbindung hatte Warner zu seinem Bruder Harry. Ihre jahrzehntelange Feindschaft eskalierte 1956, als Warner die Rechte an seinem Studio und die damit verbundenen Filmrechte von Filmen, die vor 1950 produziert worden waren, für $ 21.000.000 an die Associated Artists Production verkaufte. Weitere Mauscheleien seitens Jack Warner, an deren Ende er der größte Aktionär des Studios war, führten dazu, dass Harry und Albert am Schluss der Auseinandersetzung nie wieder ein Wort mit ihrem Bruder sprachen. Jack L. Warner nahm auch nicht an der Beerdigung seines Bruders im Jahr 1958 teil.
Die Entwicklung des Mediums Fernsehen betrachtete Warner mit Skepsis. Während viele Studios durch die Konkurrenz des Fernsehens in Not gerieten, schaffte es Warner, sich die Rechte an den Broadway-Stücken My Fair Lady (1964) und Wer hat Angst vor Virginia Woolf? (1966) von Edward Albee zu sichern und damit sowohl finanziell als auch künstlerisch zu punkten. Es waren die beiden letzten bedeutenden Filme des Studios unter Warners Leitung. 1969 verabschiedete sich der Dinosaurier der Unterhaltungsbranche in den Ruhestand.
Ganz konnte er aber nie von Warner Bros. lassen und war hinter den Kulissen weiter beratend und unterstützend tätig. Ab 1973 mehrten sich bei ihm die Anzeichen von Senilität. So ist ein Vorfall bekannt, dass Warner sich in seinem eigenen Bürogebäude verlief. 1974 erlitt er einen Schlaganfall, durch den er auf einem Auge erblindete. Am 9. September 1978 starb er.

## Auswahl an Filmen von Warner Bros. unter Warners Leitung
- 1937: San Quentin (Flucht aus San Quentin)
- 1938: Swing Your Lady
- 1938: Schule des Verbrechens (Crime School)
- 1939: Zwölf Monate Bewährungsfrist (Invisible Stripes)
- 1940: Das Geheimnis von Malampur (The Letter), Regie: William Wyler
- 1941: Hier ist John Doe (Meet John Doe), Regie: Frank Capra
- 1941: Entscheidung in der Sierra (High Sierra), Regie: Raoul Walsh, Drehbuch John Huston
- 1941: Die Spur des Falken (The Maltese Falcon), Regie: John Huston
- 1943: Thank Your Lucky Stars, Regie: David Butler
- 1944: Arsen und Spitzenhäubchen (Arsenic and Old Lace), Regie: Frank Capra
- 1948: Der Schatz der Sierra Madre (The Treasure of the Sierra Madre), Regie: John Huston
- 1950: Die Glasmenagerie (The Glass Menagerie), Regie: Irving Rapper
- 1951: Der Fremde im Zug (Strangers on a Train), Regie: Alfred Hitchcock
- 1954: Bei Anruf Mord (Dial M for Murder), Regie: Alfred Hitchcock

Auch der bahnbrechende 3D-Film Das Kabinett des Professor Bondi (House of Wax) von 1953 sowie Howard Hawks’ Rio Bravo (1959) und … denn sie wissen nicht, was sie tun (Rebel Without a Cause, 1955) und Giganten (Giant, 1956), die dazu beitrugen, dass James Dean zur Legende wurde, gehören zu den Produktionen von Warner Bros.

## Ehrungen
- 1956 Cecil B. DeMille Award für sein Lebenswerk
- 1959 Irving G. Thalberg Memorial Award
- 1960 Stern auf Walk of Fame in Hollywood
- 1965 Oscar für seine Produktion My Fair Lady

## Filmdokumentation
- Jack L. Warner, ein Mogul in Hollywood. Der faszinierende Aufstieg eines Filmproduzenten. Dokumentation von Gregory Orr, USA 1993